# Jožef Pokorn
Jožef Pokorn, slovenski rimskokatoliški duhovnik, * 7. marec 1912, Stara Loka, Škofja Loka, † 15. november 1943, Bela krajina.

## Življenjepis
Rojen je bil pri Inglču v Stari Loki.
Gimnazijo je obiskoval v Šentvidu. Oče mu je bil posestnik in kmet Florjan, mati mu je bila kmetica Jerica (rojena Inglič). Bil je krščen v Škofji Loki. Po gimnaziji je vstopil v semenišče.
Posvečen je bil 5. julija 1936.
Po novi maši je odšel za kaplana v Radeče pri Zidanem Mostu, nato v Leskovec pri Krškem.
Leta 1941 je bil imenovan za župnijskega upravitelja župnije Preloka ob Kolpi. 
Večkrat je bil žrtev racij italijanskih vojakov, velikokrat je odšel poizvedovat v Ljubljano, kam so internirali njegove župljane in jim poslal pakete s kruhom (npr. na Rab). 
8. septembra 1943 so Preloko zasedli partizani.
Dobra dva meseca pozneje so župnika ponoči na silo odpeljali in umorili nekje med Adlešiči in Črnomljem.
Njegovi župljani so zaman prosili partizane, naj ga izpustijo.